# 2023 у радіо
Список 2023 у радіо описує події у сфері радіомовлення, що відбулися 2023 року.

## Події

### Січень
- 1 січня
  - Відновлення мовлення радіо «П'ятниця» на частотах «Радіо Українських Доріг», яке мовило з 28 березня до 31 грудня 2022 року.
  - Припинення середньохвильового мовлення «Українського радіо» у Чернівцях на частоті 657 КГц і у населених пунктах Одеської області Ізмаїлі на частоті 1404 КГц та Курісовому на частоті 1278 КГц.
- 6 січня — Початок мовлення «Громадського радіо» у Нікополі на частоті 91,5 МГц згідно з тимчасовим дозволом на мовлення на 1 рік.
- 16 січня — Початок мовлення «Українського радіо» у Южноукраїнську на частоті 102,4 МГц згідно з тимчасовим дозволом на мовлення на 1 рік.
- 18 січня — Відновлення мовлення радіо «Power FM» у Харкові на частоті 105,7 МГц.

### Лютий
- 5 лютого — Припинення мовлення та закриття радіостанції «Ретро FM».
- 15 лютого — Відновлення мовлення «Авторадіо» у Києві на частоті 107,4 МГц.
- 18 лютого — Початок мовлення «Громадського радіо» у Миколаєві на частоті 88,3 МГц згідно з тимчасовим дозволом на мовлення на 1 рік.
- 22 лютого
  - Початок мовлення радіо «РАІ» у Надвірній на частоті 90,3 МГц.
  - Початок мовлення радіо «Дзвони» у Калуші на частоті 98,9 МГц.
- 23 лютого — Припинення мовлення радіо «NRJ» у Запоріжжі на частоті 107 МГц.
- 24 лютого — Відновлення мовлення радіостанції «Файне місто» у населених пунктах Тернопільської області Бучач на частоті 87,5 МГц, у Ланівцях на 89,8 МГц та у Кременці на 93 МГц.

### Березень
- 1 березня — Відновлення мовлення радіо «П'ятниця» на частоті 104.4 МГц та «Radio ROKS» на частоті 107,6 МГц у Херсоні.
- 9 березня — Початок мовлення «Radio Nostalgie» у Львові на частоті 97 МГц згідно з тимчасовим дозволом на мовлення на 1 рік.
- 14 березня — Початок мовлення «Classic Radio» у Запоріжжі на частоті 99,3 МГц згідно з тимчасовим дозволом на мовлення на 1 рік.
- 15 березня — Початок мовлення «Українського радіо» у Дружбі на частоті 90,4 МГц.
- 19 березня — Початок мовлення радіостанції «Radio Ucrania FM» в Іспанії у місті Аліканте.
- 31 березня
  - Початок мовлення «Українського радіо» у Великій Писарівці на частоті 98,7 МГц.
  - Початок мовлення радіо «Культура» в Кириківці на частоті 92,7 МГц.

### Квітень
- 1 квітня
  - Припинення мовлення «Авторадіо» в Одесі на частоті 100,4 МГц.
  - Початок мовлення радіо «NRJ» в Одесі на частоті 100,4 МГц.
  - Припинення мовлення радіо «Feel 102,2 FM» в Одесі на частоті 102,2 МГц.
  - Початок мовлення «Авторадіо» та перенесення його частоти з 100,4 на 102,2 МГц в Одесі.
- 4 квітня — Початок мовлення радіо «DJFM» у Полтаві на частоті 99,1 МГц.
- 5 квітня
  - Початок мовлення «Novaline Radio» у Сумах на частоті 92,9 МГц.
  - Початок мовлення радіо «Накипіло» у Балаклії на частоті 90,5 МГц
- 10 квітня — Початок мовлення радіо «Накипіло» у смт. Близнюках на частоті 107,5 МГц
- 12 квітня
  - Припинення мовлення радіо «NRJ» у Івано-Франківську на частоті 102 МГц та у Рівному на частоті 102.2 МГц
  - Початок мовлення «Радіо М» у Івано-Франківську на частоті 102 МГц.
- 19 квітня — Початок мовлення «Radio ROKS» у Рівному на частоті 102,2 МГц згідно з тимчасовим дозволом на мовлення на 1 рік.
- 21 квітня — Початок мовлення «Novaline Radio» у Липцях на частоті 89,8 МГц.
- 22 квітня — Початок тестового мовлення нової онлайн-радіостанції «Радіо Точка».
- 24 квітня — Початок мовлення радіо «Армія FM» у Кривому Розі на частоті 91,1 МГц.
- 26 квітня
  - Початок мовлення радіо «Армія FM» у Нікополі на частоті 100,6 МГц та у Кропивницькому на частоті 99,3 МГц.
  - Припинення мовлення радіо «NRJ» у Нікополі на частоті 100,6 МГц у Кропивницькому на частоті 99,3 МГц та у Чернігові на частоті 105,9 МГц.
- 27 квітня
  - Початок мовлення «Авторадіо» у Кривому Розі на частоті 103,2 МГц та у Черкасах на частоті 101,6 МГц.
  - Припинення мовлення радіо «NRJ» у Кривому Розі на частоті 103,2 МГц, у Житомирі на частоті 107,3 МГц, та у Черкасах на частоті 101,6 МГц.
  - Початок мовлення радіо «NewDay» у Бердичеві на частоті 102.0 МГц.
- 28 квітня
  - Припинення мовлення радіо «NRJ» у Сумах на частоті 88,6 МГц.
  - Початок мовлення радіо «Армія FM» у Дубровиці на частоті 107,9 МГц та у Стариках на частоті 105,5 МГц.
- 30 квітня — Початок мовлення радіо «Best FM» у с. Білгородці на частоті 68,09 МГц та у Ірпені на частоті 66,44 МГц.

### Травень
- 1 травня
  - Початок мовлення «Novaline Radio» у смт. Золочеві на частоті 88,9 МГц.
  - Припинення мовлення радіо «NRJ» у Києві на частоті 92,8 МГц.
- 2 травня — Початок мовлення радіо «Аверс FM» у Горохові на частоті 97,2 МГц.
- 15 травня — Початок мовлення інтернет-радіостанції «QMALL FM»
- 16 травня
  - Припинення мовлення «Бізнес Радіо» у Харкові на частоті 106,6 МГц.
  - Початок мовлення радіо «DJFM» у Харкові на частоті 106,6 МГц.
- 19 травня
  - Відновлення мовлення радіо «Перець FM» в Херсоні на частоті 101,9 МГц та в Новому Бузі на частоті 104,5 МГц.
  - Початок мовлення інтернет-радіостанції «Orange Radio Ukraine»
- 22 травня — Відновлення мовлення радіостанції «Слобожанське FM» у Барвінковому на частоті 103,4 МГц.

### Червень
- 1 червня — Відновлення мовлення «Radio Relax» в Первомайську на частоті 105,5 МГц.
- 9 червня — Відновлення мовлення «Просто Раді.О» в Одесі на частоті 105,3 МГц.
- 23 червня — Початок мовлення радіо «DJFM» у Луцьку на частоті 97,9 МГц.
- Відновлення самостійне мовлення радіостанції «Disco П'ятниця».

### Липень
- 1 липня — Відновлення мовлення «Бізнес Радіо» у Києві на частоті 93,8 МГц.
- 3 липня
  - Початок мовлення радіо «Накипіло» у Вовчанську на частоті 100,2 МГц.
  - Початок тестового мовлення радіо «Золочів FM» у Золочеві на частоті 89,5 МГц.
- 5 липня — Початок мовлення радіо «Байрактар» у Кривому Розі на частоті 105,9 МГц.
- 6 липня — Початок мовлення «Novaline Radio» у Запоріжжі на частоті 97,4 МГц.
- 11 липня — Початок мовлення радіо «Промінь» у Снігурівці на частоті 94 МГц.
- 18 липня — Відновлення мовлення радіо «Люкс FM» у Херсоні на частоті 99,4 МГц.
- 20 липня — Початок мовлення «Novaline Radio» у Богодухові на частоті 97.6 МГц.

### Серпень
- 24 серпня — Початок мовлення нової радіостанції «Радіоточка» від Суспільного Мовлення.
- 25 серпня — Відновлення мовлення радіо «Перець FM» у Вінниці на частоті 104.8 МГц.

### Вересень
- 1 вересня — Відновлення мовлення «Українського радіо» в Одесі на частоті 1278 КГц.
- 3 вересня — Призупинення мовлення радіо «Армія FM» у Нікополі на частоті 100.6 МГц.
- 4 вересня — Початок мовлення нового радіостанції про аудіокниги «Radio Slúhavka».
- 25 вересня — Призупинення мовлення радіо «Промінь» у Нікополі на частоті 101.2 МГц.

### Жовтень
- 5 жовтня — Початок мовлення «Громадського радіо» у Херсоні на частоті 94,4 МГц згідно з тимчасовим дозволом на мовлення на 1 рік.
- 24 жовтня — Початок мовлення радіо «Армія FM» у Краснограді на частоті 100.8 МГц.

### Листопад
- 6 листопада — Перехід радіо «Культура» до цілодобового мовлення.
- 11 листопада — Початок мовлення нової херсонської радіостанції «X.ON» в онлайн-форматі.
- 15 листопада
  - Відновлення мовлення «Авторадіо» у Кропивницькому на частоті 102,6 МГц.
  - Початок мовлення «Novaline Radio» у смт. Новомиколаївці на частоті 98,4 МГц.
  - Початок тестового мовлення радіо «Культура» у Дружбі на 89.9 МГц.
- 20 листопада — Початок мовлення радіостанції «Українське радіо. Дніпро» у Жовтих Водах на 88.9 МГц.
- 21 листопада — Початок мовлення радіостанції «Українське радіо. Дніпро» у Орлах на 99.2 МГц і відновлення його мовлення у Павлограді на 104.2 МГц.
- 28 листопада — Початок мовлення «Novaline Radio» у селі Байраку на частоті 89,1 МГц.

### Грудень
- 11 грудня
  - Припинення тестового мовлення радіо «Культура» у Дружбі на частоті 89.9 МГц.
  - Початок мовлення радіостанції «Армія FM» у Дружбі на частоті 87.6 МГц.
- 16 грудня
  - Початок мовлення радіостанції «Армія FM» у Городні на частоті 92.7 МГц.
  - Припинення мовлення «Українського радіо» в Южноукраїнську на частоті 102.4 МГц.
- 17 грудня — Початок мовлення радіо «Армія FM» у селищі Ріпках на частоті 89.1 МГц.
- 18 грудня — Початок мовлення радіо «DJFM» в Олександрії на частоті 103.1 МГц.
- 20 грудня — Початок мовлення радіо «Армія FM» у Краснопіллі на частоті 94.1 МГц та у Семенівці на частоті 93 МГц.
- 21 грудня — Відновлення мовлення радіо «Прямий FM» у Павлограді на частоті 91.1 МГц.
- 22 грудня — Відновлення мовлення «Просто Раді.О» та «MIAMI» у цифровому мультиплексі DAB+ у Києві.
- 27 грудня
  - Початок мовлення радіо «Армія FM» у Вовчанську на частоті 91.8 МГц.
  - Початок мовлення радіо «Західний полюс» у Рогатині на частоті 97,5 МГц.
- 28 грудня
  - Початок мовлення радіо «DJFM» у Павлограді на частоті 93,6 МГц.
  - Початок мовлення радіо «Шансон» у Олександрії на частоті 97,2 МГц.